# (11519) Adler
(11519) Adler est un astéroïde de la ceinture principale.

## Description
(11519) Adler est un astéroïde de la ceinture principale. Il fut découvert le 8 avril 1991 à La Silla par Eric Walter Elst. Il présente une orbite caractérisée par un demi-grand axe de 2,39 UA, une excentricité de 0,16 et une inclinaison de 1,7° par rapport à l'écliptique.

## Compléments